# Herbert Clemens
Charles Herbert Clemens Jr., genannt Herbert Clemens, (* 15. August 1939 in Dayton, Ohio) ist ein US-amerikanischer Mathematiker, der sich mit (komplexer) algebraischer Geometrie befasst.

## Leben
Clemens studierte am Holy Cross College mit dem Bachelor-Abschluss 1961 und wurde 1966 an der University of California, Berkeley, bei Phillip Griffiths promoviert (Picard-Lefschetz Theorem for Families of Algebraic Varieties Acquiring Certain Singularities). 1970 wurde er Assistant Professor und später Associate Professor an der Columbia University und 1975 Associate Professor und 1976 Professor an der University of Utah. 
1972 bewies er mit Griffiths, dass glatte kubische 3-Varietäten irrational sind (für Quartiken hatten dies schon Yuri Manin und Wassili Alexejewitsch Iskowskich gezeigt), ein Gegenbeispiel zum Lüroth-Problem (für höherdimensionale Varietäten zu zeigen, dass aus Unirationalität Rationalität folgt, was Jacob Lüroth für Kurven bewies).
Er war Invited Speaker auf den Internationalen Mathematikerkongress in Berkeley 1986 (Curves on higher dimensional complex projective manifolds). 1974/75 war er Sloan Research Fellow.
Ab 1986 gab er den Pacific Journal of Mathematics heraus.
Er ist seit 1983 verheiratet und hat drei Kinder.

## Schriften
- A scrapbook of complex curve theory, Plenum Press 1980
- Herausgeber mit János Kollár: Current topics in complex algebraic geometry, Cambridge UP 1995
- mit Michael A. Clemens: Geometry for the class room, Springer 1991
- Herausgeber mit Spencer Bloch:  Algebraic Geometry: Bowdoin 1985, 2 Bände, AMS 1987
- Außerdem stammen von ihm Beiträge zu Janos Kollar, Shigefumi Mori, Birational geometry of algebraic varieties, Cambridge UP 1998.
- mit Phillip Griffiths: The Intermediate Jacobian of the Cubic Threefold, Annals of Mathematics, Band 95, 1972, S. 281–356